# Jon Singleton
Jonathan Singleton (né le 18 septembre 1991 à Harbor City, Californie, États-Unis) est un joueur de premier but des Astros de Houston de la Ligue majeure de baseball.

## Carrière
Jon Singleton est repêché au 8e tour de sélection en 2009 par les Phillies de Philadelphie. Considéré comme l'un des joueurs les plus prometteurs parmi ceux évoluant en ligues mineures dans l'organisation des Phillies, Singleton est transféré aux Astros de Houston le 29 juillet 2011 avec les lanceurs droitiers Jarred Cosart et Josh Zeid et le voltigeur Domingo Santana, en retour du voltigeur Hunter Pence.
De 2011 à 2014, Singleton apparaît sur la liste des 100 meilleurs joueurs d'avenir dressée annuellement par Baseball America. Il occupe successivement les 39e, 34e et 27e positions du palmarès. En juin 2012, il échoue un contrôle de dépistage de drogues après avoir utilisé de la marijuana. Un second test positif à la même substance entraîne une suspension de 50 matchs en 2013, la marijuana étant une substance interdite dans les ligues mineures. En 2013, Singleton entre en centre de désintoxication pour l'alcool et la drogue. Il se qualifie lui-même comme dépendant aux drogues dans une entrevue à Associated Press en mars 2014. Singleton est moins bien classé par Baseball America dans le top 100 publié début 2014, où il chute de la 27e à la 82e place.
En juin 2014, Jon Singleton accepte une prolongation de contrat avec les Astros de Houston qui lui garantit 10 millions de dollars US sur 5 années, pourrait valoir de 30 à 35 millions en bonis divers liés aux performances, et procure au club l'option de le garder jusqu'en 2021. L'entente, sans précédent, crée un certain remous puisqu'il retarde l'entrée éventuelle du jeune joueur sur le marché des agents libres et son accès à l'arbitrage. Il s'agit aussi d'un contrat historique puisque Singleton n'a pas encore joué un seul match dans le baseball majeur et que, jusque-là, seul Evan Longoria, avec seulement une semaine d'expérience au plus niveau, avait signé une prolongation de contrat du même genre avec Tampa Bay en avril 2008. 
Jon Singleton fait son entrée dans le baseball majeur à Houston le 3 juin 2014 dans le match des Astros contre les Angels de Los Angeles.